# Isoperla kozlovi
Isoperla kozlovi és una espècie d'insecte plecòpter pertanyent a la família dels perlòdids.

## Descripció
- Les ales anteriors dels adults fan entre 10 i 10,5 mm de llargària.[6]
- La femella adulta presenta la placa subgenital ampla.
- L'ou és ovalat i fa 330 micròmetres de llargada.[7]

## Hàbitat
En el seu estadi immadur és aquàtic i viu a l'aigua dolça, mentre que com a adult és terrestre i volador.

## Distribució geogràfica
Es troba a Àsia: Mongòlia, el Kazakhstan i Rússia (l'oest de Sibèria, les muntanyes Sayan, Transbaikal, l'óblast de l'Amur i el krai de Khabàrovsk), incloent-hi la conca del riu Selengà.